# Ferrari F2005
O  F2005 é o modelo da Ferrari da temporada de 2005 da F1. Foi guiado por Michael Schumacher e Rubens Barrichello. Possui uma velocidade máxima de 360km/h,912cv, aproximadamente 18000rpm e aproximadamente 600kg.
A Ferrari iniciava aquela temporada como nas temporadas anteriores, com o carro do ano anterior adaptado ao novo regulamento. Em 2005 F2004-M foi o carro que correu as primeiras corridas. A Ferrari F2004 veio para demonstrar superioridade sobre seus concorrentes durante a temporada de 2004, quando Michael Schumacher e Rubens Barrichello foram 1 ª e 2 ª e Ferrari venceu os construtores sem problemas.
Quando o F-2005 estreou no Bahrein ficou evidente que os engenheiros de Maranello não acertaram a mão no projeto. Como resultado, Kimi Raikkonen e Fernando Alonso, McLaren e Renault, respectivamente, foram os pilotos que disputaram o título, que acabou nas mãos de Alonso e da Renault.
O F-2005 não foi competitivo em quase nenhuma corrida, com exceção do GP de San Marino realizado em Imola, na qual, como era costume, a Ferrari fazia um esforço maior do que em outras corridas. A única vitória este carro ocorreu no Grande Prêmio dos Estados Unidos, em que as equipes que usavam os pneus Michelin, não participaram por questões de segurança dos pneus. Finalmente a Ferrari abandonou o hábito de chamar seus carros de F-200X, referindo-se a época do ano 200X, e seu sucessor foi renomeada F-248, em referência à mudança de regra, limitando motor 2,4 litros de 8 cilindros.

## Resultados[1]
(legenda) (em negrito indica pole position e itálico volta mais rápida)
| Ano  | Chassi | Motor           | Pneus | N° | Pilotos            | 1   | 2   | 3   | 4   | 5   | 6   | 7   | 8   | 9   | 10  | 11  | 12  | 13  | 14  | 15  | 16  | 17  | 18  | 19  | Pontos    | Posição |  |
| ---- | ------ | --------------- | ----- | -- | ------------------ | --- | --- | --- | --- | --- | --- | --- | --- | --- | --- | --- | --- | --- | --- | --- | --- | --- | --- | --- | --------- | ------- |  |
|      |        |                 |       |    |                    |     |     |     |     |     |     |     |     |     |     |     |     |     |     |     |     |     |     |     |           |         |  |
|      |        |                 |       |    |                    | AUS | MYS | BHR | SMR | ESP | MON | EUR | CAN | USA | FRA | GBR | GER | HUN | TUR | ITA | BEL | BRA | JPN | CHN |           |         |  |
| 2005 | F2005  | Ferrari 055 V10 | B     | 1  | Michael Schumacher |     |     | Ret | 2   | Ret | 7   | 5   | 2   | 1   | 3   | 6   | 5   | 2   | Ret | 10  | Ret | 4   | 7   | Ret | 901 (100) | 3°      |  |
| 2005 | F2005  | Ferrari 055 V10 | B     | 2  | Rubens Barrichello |     |     | 9   | Ret | 9   | 8   | 3   | 3   | 2   | 9   | 7   | 10  | 10  | 10  | 12  | 5   | 6   | 11  | 12  | 901 (100) | 3°      |  |

↑1  A primeira e a segunda prova, utilizou o chassi F2004M marcando 10 pontos.